# Affection (倖田來未のアルバム)
『affection』（アフェクション）は、2002年3月27日に発売された日本の歌手・倖田來未の1枚目のオリジナル・アルバムである。発売元はrhythm zone。

## 背景・音楽性
Thunderpuss（サンダーパス）がリミックスを手がけた英語バージョンが全米『Billboard（ビルボード）』誌のいわゆるクラブミュージックのみを対象としたチャート"Club Play Chart"（あくまで主戦チャートではなく、ジャンルごとに細分化された数あるチャートの1つ）にランクインした1stシングル『TAKE BACK』と2ndシングル『Trust Your Love』をはじめ、既発表曲5曲を含む全14（初回盤は16）曲が収録されている。
当時の倖田はまだテレビ出演することが一切なく、夜遅くまでクラブなどで歌い回っていた。ひどい時にはビールを入れる籠の上に板を敷いただけの物の上に乗って歌っていたらしく、観客が3人しかいなかったこともあったという辛い下積み時代が続いていた。

## 解説
初回盤はスリーブケース仕様、ボーナス・トラックには「TAKE BACK」と「Trust Your Love」の英語バージョンが収録されている。なお、初回盤に限っては現在入手困難となっている。

## ジャケット・アートワーク
前年の12月25日（クリスマス日）に都内某所のスタジオで撮影し、同日には本アルバムにも収録の4thシングル（先行シングル）『So Into You』の撮影も即行された。

## 楽曲解説
walk
辛い下積み時代に書かれた曲で、前向きな想いを込めたナンバー。彼女の思い入れが強い楽曲で、ライブツアーでは必ず最後に歌われている。この曲は当時、本作を出す際、社長から、いつか大きなコンサートが出来るようになった時のために、最後にライブで歌える歌を作りなさいと言われたことで制作された。
発表から8年後の2010年には本曲をボーカルの新録音とアレンジをし直して、48thシングル『好きで、好きで、好きで。/あなただけが』に収録されている。

## 収録曲
1. atomic energy [1:33]
作曲：
編曲：Ken Harada
インスト曲
2. Trust Your Love [4:27]
作詞：Kumi Koda
作曲：Kazuhito Kikuchi
編曲：h-wonder
2ndシングル表題曲
3. Go Together [4:40]
作詞：Kumi Koda
作曲・編曲：Kazuhiro Hara
4. Your Song [5:18]
作詞：Kumi Koda
作曲：KAIDO
編曲：h-wonder
1stシングルカップリング曲
5. feel me [4:20]
作詞：Kumi Koda
作曲：Miki Watanabe
編曲：h-wonder
6. COLOR OF SOUL [4:28]
作詞：Natsumi Watanabe
作曲：Miki Watanabe
編曲：h-wonder
3rdシングル表題曲
7. Best Friend Of Mine [1:52]
作詞：Kumi Koda
作曲：Miki Watanabe
編曲：Tetsuya Takahashi
8. My Dream [4:35]
作詞：Kumi Koda
作曲：motsu
編曲：h-wonder
9. So Into You [4:31]
作詞：Kumi Koda
作曲：Yasuhiro Abe
編曲：h-wonder
4thシングル表題曲
10. Till Morning Comes featuring VERBAL (m-flo) [3:47]
作詞：Kumi Koda・VERBAL
作曲：Kaoru Okubo
編曲：h-wonder
初のフィーチャリング楽曲。
11. come back [5:36]
作詞：Kumi Koda
作曲：Miki Watanabe
編曲：h-wonder
12. TAKE BACK [4:56]
作詞：Kumi Koda
作曲：Kazuhito Kikuchi
編曲：h-wonder
1stシングル表題曲
アメリカにおいても先行発売された。
13. Can't Lose [3:51]
作詞：Kumi Koda
作曲：Ken Harada
編曲：h-wonder
14. walk [5:06]
作詞：倖田來未
作曲：Kazuhito Kikuchi
編曲：Masaya Kikuchi
15. TAKE BACK Jonathan Peters' Radio Mix -English Version-
初回盤のみ収録のボーナストラック。
16. Trust Your Love Hex Hector Main Radio Mix -English Version-
初回盤のみ収録のボーナストラック。

## タイアップ
- 日本テレビ系「AX MUSIC-FACTORY」AX POWER PLAY #031 (#2)
- 日本テレビ系「AX MUSIC FACTORY」AX POWER PLAY #050 (#6)
- 佐藤製薬「ストナリニ」CMソング (#8)
- TBS系『ランク王国』OPテーマ、日本テレビ系『TOKYO CLUB GANG』EDテーマ、テレビ東京系『JAPAN COUNT DOWN』EDテーマ (#9)
- カネボウ『肌美精』CMソング (#12)

## その他の収録アルバム (シングル曲除く)
- come back
  - 『BEST 〜BOUNCE & LOVERS〜』(BALLAD  BEST CD)
- walk
  - 『BEST 〜BOUNCE & LOVERS〜』(BALLAD BEST CD)

※リアレンジ盤については、

## 収録ライブ映像 (シングル曲除く)
- atomic energy
  - 『KODA KUMI 15th Anniversary LIVE The Artist』(メドレー)
- come back
  - 『KODA KUMI SPECIAL LIVE “Dirty Ballroom” 〜One Night Show〜』(TRICK)
  - 『KODA KUMI 10th Anniversary 〜FANTASIA〜 in TOKYO DOME』(メドレー)
    - 『MY NAME IS...』(ファンクラブ限定盤)

  - 『KODA KUMI Premium Night 〜Love & Songs〜』(メドレー)
- walk
  - 『secret 〜FIRST CLASS LIMITED LIVE〜』
  - 『LIVE TOUR 2005 〜first things〜 deluxe edition』
    - 『BEST 〜second session〜』(LIMITED EDITIONのみ付属)

  - 『KODA KUMI LIVE TOUR 2006-2007 〜second session〜』
  - 『KODA KUMI LIVE TOUR 2007 〜Black Cherry〜 SPECIAL FINAL in TOKYO DOME』
  - 『KODA KUMI LIVE TOUR 2008 〜Kingdom〜』
  - 『KODA KUMI LIVE TOUR 2009 〜TRICK〜』
  - 『KODA KUMI 2009 TAIWAN』

※2010年以降のコンサートで披露してるアレンジ音源については、
  - 『MY NAME IS...』(ファンクラブ限定盤)